# Palazzo Ruggeri a Pigna

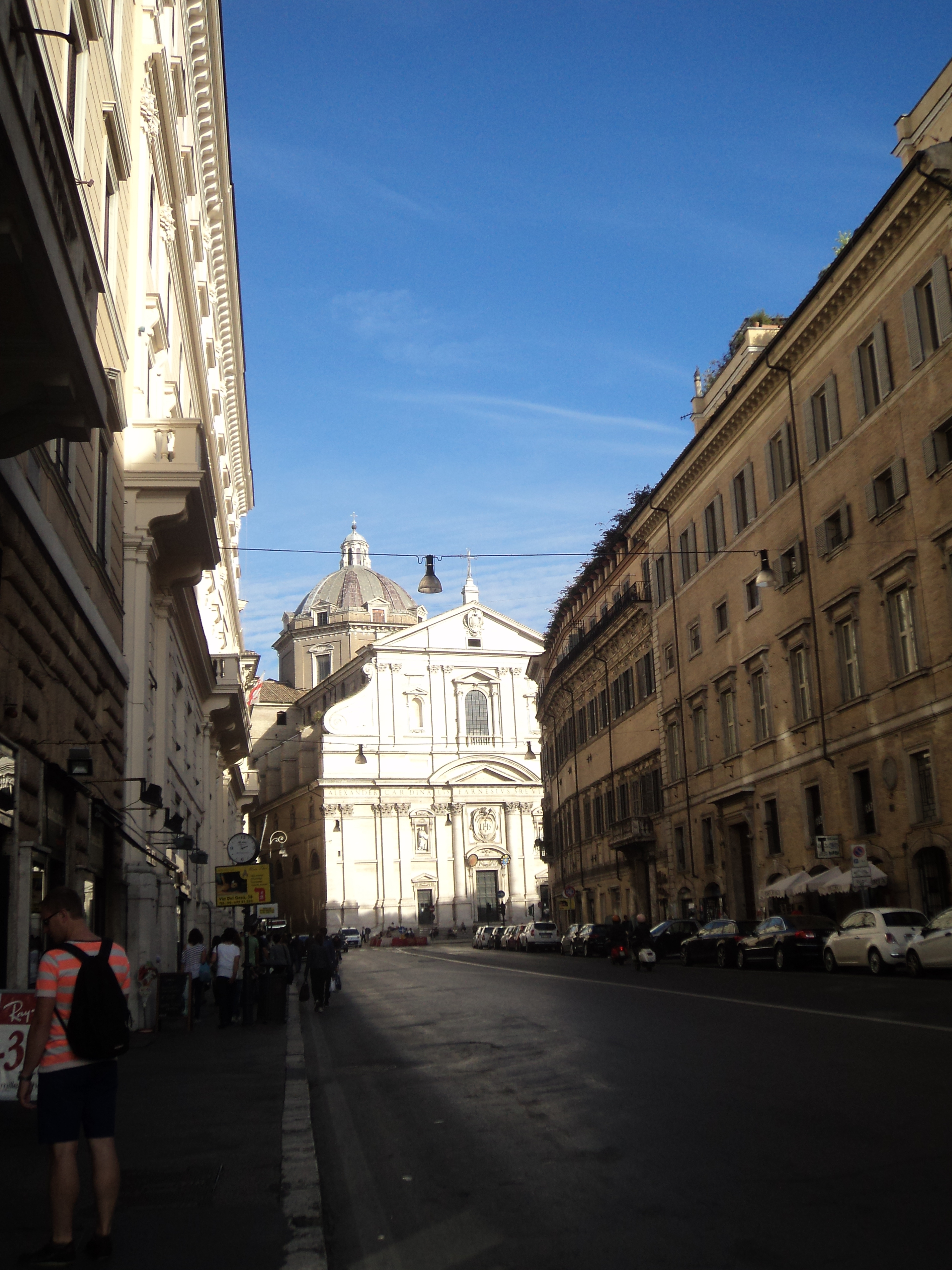
Nesta vista do começo do Corso Vittorio Emanuele II na direção da Piazza del Gesù, o Palazzo Ruggeri é o primeiro à direita. Em seguida está o Palazzo Celsi Viscardi e, no fim da rua, a Igreja de Jesus.

Palazzo Ruggeri a Pigna é um palácio localizado no número 24 do Corso Vittorio Emanuele II, no rione Pigna de Roma, bem ao lado do Palazzo Celsi Viscardi. 

## História
Este palácio foi construído em 1588 para Pompeo Ruggeri, membro de uma família do sul da Itália presente em Roma desde o século XV, com base num projeto de Giacomo Della Porta. Silvio Ruggeri mandou refazer o interior e a fachada no século seguinte e nomeou como herdeiros, em caso de extinção da família, a Companhia do Salvador e a Companhia dos Órfãos (em Sancta Sanctorum). Em 1657 faleceu o último Ruggeri, Gaspare, que havia sido conservador por três vezes e o palácio acabou sendo sucessivamente vendido para os Boadile e, no século XIX, para os Serafini.
O edifício, internamente revestido em tijolos, se apresenta em quatro pisos, dois dos quais mezzaninos, mas, no século XVII, havia apenas três pisos com seis janelas cada. Isto porque, depois de 1883, o palácio foi ampliado com duas fileiras de janelas, o que resultou no deslocamento da esquina em silhares que marcava o final da fachada. No piso térreo se abre um grande portal arquitravado, descentralizado, com batentes em travertino e duas mísulas decoradas com prótromos leoninos: na arquitrave ainda é parcialmente visível a inscrição "POMPEIUS ROGERIUS", o proprietário que encomendou a pintura dos salões e da lógia, atribuídas aos irmãos Giovanni e Cherubino Alberti. No pátio interno está um pórtico com três arcos com lógias hoje emparedadas e um beiral suportado por mísulas com folhas de acanto e com cabeças de boi, elementos heráldicos dos Ruggeri. Entre as janelas do primeiro mezzanino está uma moldura oval com uma imagem da Virgem com o Menino.